# Віпрехт III Гройч
Віпрехт ІІІ фон Гройч (1088—1117) — маркграф Лужицький, старший син графа Віпрехта ІІ та його першої дружини Юдити, дочки Вратислава II, короля Богемії.
У 1110 році Віпрехт ІІІ спробував відновити свого дядька Боривоя II на Богемському троні. Він був захоплений імператором Генріхом V та разом з молодшим братом Генрихом і князем Боривоєм II ув'язнений у замку Гаммерштейн на Рейні.
За передачу імператору районів Нісану і Будишину, а також земель Лайсніг і Морунген його батько викупив Віпрехта ІІІ та Генриха.
Віпрехт ІІІ одружився 1110 року з Кунігундою фон Бахлінген, дочкою Куно фон Нортхейм та його мачухи Кунігунди фон Орламюнде.
Дітей у них не було.
Виступив на боці імператора Лотара III. У 1116 році, рятуючись від Генріха V, знайшов притулок у Дедо фон Крозінга.
Вікрехт III помер 27 січня 1116/1117 року і похований у монастирі Пегау.
Його вдова одружилася вдруге з маркграфом Діпольдом III фон Фобург.

## Родовід
Віпрехт ІІІ веде свій родовід, в тому числі, й від Великих князів Київських Володимира Великого та Святослава Хороброго.